# Ісламська бригада
Ісламська бригада (ІБ, також Ахмадовський джамаат) — воєнізоване ісламське об'єднання, сформоване Рамзаном Ахмадовим у 1999 році . Складалося з безлічі угруповань (джамаатів), дислокованих у багатьох районах, містах та селищах Чечні .

## Склад
Командир проросійського чеченського ОМОНу Муса Газімагомадов у 2002 році налічував у складі ІБ 80 груп джамаатів (по сорок груп у підпорядкуванні Різвана Ахмадова та Аслана Дукузова) .
| Основні джамаати, що входили до складу ІБ |             |                                              |
| Назва                                     | Дислокація  | Аміри                                        |
| Автуринський джамаат                      | Автури      | Шаміль Шовхалов Джабраїл Абдурзаков          |
| Грозненський джамаат                      | Грозний     | Магомед Цагараєв Біслан Седаєв               |
| Наурський джамаат                         | Наур        | Різван Насипов                               |
| Чечен-Аульський джамаат                   | Чечен-Аул   | Іса Ахмадов Алі Далаєв                       |
| Урус-Мартанівський джамаат                | Урус-Мартан | Солсбек Шадукаєв Аслан Дукузов Муса Гельхаєв |
| Шаамі-Юртовський джамаат                  | Шаамі-Юрт   | Русланбек Бекшаєв                            |
| Шалінський джамаат                        | Шалі        | Муса Мадаєв                                  |
| Шовківський джамаат                       | Шовківська  | Тахір Батаєв                                 |